# Euoplos grandis
Espèce
Euoplos grandis est une espèce d'araignées mygalomorphes de la famille des Idiopidae.

## Distribution
Cette espèce est endémique du Queensland en Australie. Elle se rencontre de Murgon et Okeden à Killarney et de Warra et Millmerran à Nanango et Toowoomba.

## Description
Le mâle holotype mesure 28,15 mm et la femelle paratype 30,35 mm.

## Publication originale
- Rix, Wilson, Rix, Wojcieszek, Huey & Harvey, 2019 : « Population demography and biology of a new species of giant spiny trapdoor spider (Araneae: Idiopidae: Euoplos) from inland Queensland: developing a ‘slow science’ study system to address a conservation crisis ». Austral Entomology, vol. 58, no 2, p. 282-297.